# Huércal-Overa (Gerichtsbezirk)
Der Gerichtsbezirk Huércal-Overa ist einer der acht Gerichtsbezirke in der Provinz Almería.
Der Bezirk umfasst 8 Gemeinden auf einer Fläche von 894,10 km² mit dem Hauptquartier in Huércal-Overa.

## Gemeinden
| Gemeinde                     | Einwohner (2024) | Fläche km² | Dichte Einw./km² | Cod INE | Postleitzahl               |
| ---------------------------- | ---------------- | ---------- | ---------------- | ------- | -------------------------- |
| Albox                        | 12.408           | 168,42     | 74               | 04006   | 04800, 04812, 04813, 04814 |
| Arboleas                     | 4.319            | 66,05      | 65               | 04017   | 04660                      |
| Cantoria                     | 3.569            | 79,02      | 45               | 04031   | 04850                      |
| Huércal-Overa                | 20.609           | 317,70     | 65               | 04053   | 04600                      |
| Partaloa                     | 875              | 52,56      | 17               | 04072   | 04850                      |
| Pulpí                        | 11.906           | 94,68      | 126              | 04075   | 04640                      |
| Taberno                      | 962              | 44,09      | 22               | 04089   | 04692                      |
| Zurgena                      | 2.990            | 71,58      | 42               | 04103   | 04650, 04661, 04662        |
| Gerichtsbezirk Huércal-Overa | 57.638           | 894,10     | 64               | –       | –                          |